# Bryngeskogsvägen
Bryngeskogsvägen är en bebyggelse sydväst om tätorten Alingsås i Alingsås distrikt i Alingsås kommun i Västra Götalands län. Från 2020 avgränsar SCB här en småort. Vägnamnet hänvisar till det närbelägna godset Bryngenäs.